# 東京闘球団高麗
東京闘球団高麗(とうきょうとうきゅうだんこうらい)は、東京都を本拠地とする社会人ラグビーユニオンのクラブチーム。

## 来歴
1977年、臨津川として創設。1983年、現名称に。
1993年、第1回全国クラブラグビーフットボール大会4チームの1つに選ばれ、出場。
2000年、時間内に試合用ユニフォームを用意できなかったため、翌年1年間の公式戦出場停止処分を受けた。
2020年、東日本クラブ選手権大会で初優勝。

## 主な在籍選手
- 李昇剛(主将)
- 李潤太(副主将)
- 李正成(副主将)

## 獲得タイトル
- 東日本クラブ選手権大会
  - 優勝(2020年度)